# Matteo Villa
Matteo Villa (Vimercate, 23 gennaio 1970) è un allenatore di calcio ed ex calciatore italiano, di ruolo difensore, osservatore e collaboratore tecnico delle giovanili dell'Inter.

## Biografia
Oggi dirige un'azienda di calzature a conduzione familiare.

## Carriera

### Giocatore

Villa nelle giovanili del.

È cresciuto nelle giovanili del Milan, prima di scendere nelle serie minori nella Reggiana e nel Trento.
Dal 1991 è passato al Cagliari; nel 1992 è entrato pure nel giro della Nazionale Under-21 dove però ha disputato solo una partita. Villa rimane poi nel capoluogo sardo per nove stagioni, diventandone anche il capitano. In questo periodo il Cagliari ha partecipato ad una coppa UEFA (1993-1994) ed ha subito due retrocessioni (1996-1997 e 1999-2000) quando Villa era il capitano dei rossoblu. Nella stagione successiva alla seconda retrocessione, Villa è passato al Napoli, dove ha giocato molto nella prima stagione, mentre ha totalizzato solo 4 presenze nella stagione 2002-2003, a causa di un brutto infortunio (lesione al legamento crociato anteriore destro) che lo ha costretto a operarsi e lo ha tenuto per mesi fuori dai campi di gioco. Nella stagione successiva si è trasferito al Genoa, totalizzando 34 presenze. Ha terminato la sua carriera nel 2004-05 dopo aver totalizzato altre 25 presenze con la Pro Sesto, in Serie C2.
Nel giugno 2017 Villa diventa ufficialmente Osservatore delle Giovanili dell'Inter e allenatore della fase difensiva della categoria Under-16.

### Allenatore
All'inizio della stagione 2009-2010 è diventato allenatore della squadra del suo paese natale (Burago di Molgora): la U.S Buraghese nella categoria "allievi classe 97/98" dove gioca anche il suo secondogenito Andrea.
Nella stagione 2014-2015 allena la squadra Juniores del MapelloBonate, formazione di Serie D.
All'inizio della stagione 2015/16 viene nominato allenatore della prima squadra del Mapellobonate. Il 7 gennaio 2016 dopo una decisione consensuale viene sostituito da Roberto Crotti.

## Riconoscimenti
- È inserito nella Top 11 Rossoblù - I più forti di sempre, la formazione votata dai tifosi comprendente i migliori calciatori della storia del Cagliari.[4]

## Statistiche

### Presenze e reti nei club
Statistiche aggiornate al 30 giugno 2005.
| Stagione        | Squadra         | Campionato      | Campionato | Campionato | Coppe nazionali | Coppe nazionali | Coppe nazionali | Coppe continentali | Coppe continentali | Coppe continentali | Altre coppe | Altre coppe | Altre coppe | Totale | Totale |
| Stagione        | Squadra         | Comp            | Pres       | Reti       | Comp            | Pres            | Reti            | Comp               | Pres               | Reti               | Comp        | Pres        | Reti        | Pres   | Reti   |
| --------------- | --------------- | --------------- | ---------- | ---------- | --------------- | --------------- | --------------- | ------------------ | ------------------ | ------------------ | ----------- | ----------- | ----------- | ------ | ------ |
| 1988-1989       | Milan           | A               | 0          | 0          | CI              | 1               | 0               | CC                 | 0                  | 0                  | SI          | 0           | 0           | 1      | 0      |
| 1989-1990       | Trento          | C1              | 14         | 0          | -               | -               | -               | -                  | -                  | -                  | -           | -           | -           | 14     | 0      |
| 1990-1991       | Reggiana        | B               | 37         | 0          | CI              | 4               | 0               | -                  | -                  | -                  | -           | -           | -           | 41     | 0      |
| 1991-1992       | Cagliari        | A               | 22         | 0          | CI              | 1               | 0               | -                  | -                  | -                  | -           | -           | -           | 23     | 0      |
| 1992-1993       | Cagliari        | A               | 10         | 0          | CI              | 4               | 0               | -                  | -                  | -                  | -           | -           | -           | 14     | 0      |
| 1993-1994       | Cagliari        | A               | 27         | 1          | CI              | 0               | 0               | CU                 | 9                  | 0                  | -           | -           | -           | 36     | 1      |
| 1994-1995       | Cagliari        | A               | 23         | 0          | CI              | 1               | 0               | -                  | -                  | -                  | -           | -           | -           | 24     | 0      |
| 1995-1996       | Cagliari        | A               | 34         | 2          | CI              | 3               | 0               | -                  | -                  | -                  | -           | -           | -           | 37     | 2      |
| 1996-1997       | Cagliari        | A               | 30         | 1          | CI              | 2               | 0               | -                  | -                  | -                  | -           | -           | -           | 32     | 1      |
| 1997-1998       | Cagliari        | B               | 34         | 3          | CI              | 4               | 0               | -                  | -                  | -                  | -           | -           | -           | 38     | 3      |
| 1998-1999       | Cagliari        | A               | 24         | 0          | CI              | 0               | 0               | -                  | -                  | -                  | -           | -           | -           | 24     | 0      |
| 1999-2000       | Cagliari        | A               | 29         | 0          | CI              | 8               | 0               | -                  | -                  | -                  | -           | -           | -           | 37     | 0      |
| 2000-2001       | Cagliari        | B               | 31         | 3          | CI              | 3               | 0               | -                  | -                  | -                  | -           | -           | -           | 34     | 3      |
| Totale Cagliari | Totale Cagliari | Totale Cagliari | 264        | 10         |                 | 26              | 0               |                    | 9                  | 0                  |             | -           | -           | 299    | 10     |
| 2001-2002       | Napoli          | B               | 26         | 2          | CI              | 2               | 0               | -                  | -                  | -                  | -           | -           | -           | 28     | 2      |
| 2002-2003       | Napoli          | B               | 4          | 0          | CI              | 1               | 0               | -                  | -                  | -                  | -           | -           | -           | 5      | 0      |
| Totale Napoli   | Totale Napoli   | Totale Napoli   | 30         | 2          |                 | 3               | 0               |                    | -                  | -                  |             | -           | -           | 33     | 2      |
| 2003-2004       | Genoa           | B               | 34         | 0          | CI              | 0               | 0               | -                  | -                  | -                  | -           | -           | -           | 34     | 0      |
| 2004-2005       | Pro Sesto       | C2              | 25         | 0          | -               | -               | -               | -                  | -                  | -                  | -           | -           | -           | 25     | 0      |
| Totale carriera | Totale carriera | Totale carriera | 404        | 12         |                 | 34              | 0               |                    | 9                  | 0                  |             | -           | -           | 447    | 12     |

### Cronologia presenze e reti in nazionale
| Cronologia completa delle presenze e delle reti in nazionale ― Italia under 21 | Cronologia completa delle presenze e delle reti in nazionale ― Italia under 21 | Cronologia completa delle presenze e delle reti in nazionale ― Italia under 21 | Cronologia completa delle presenze e delle reti in nazionale ― Italia under 21 | Cronologia completa delle presenze e delle reti in nazionale ― Italia under 21 | Cronologia completa delle presenze e delle reti in nazionale ― Italia under 21 | Cronologia completa delle presenze e delle reti in nazionale ― Italia under 21 | Cronologia completa delle presenze e delle reti in nazionale ― Italia under 21 |
| Data                                                                           | Città                                                                          | In casa                                                                        | Risultato                                                                      | Ospiti                                                                         | Competizione                                                                   | Reti                                                                           | Note                                                                           |
| ------------------------------------------------------------------------------ | ------------------------------------------------------------------------------ | ------------------------------------------------------------------------------ | ------------------------------------------------------------------------------ | ------------------------------------------------------------------------------ | ------------------------------------------------------------------------------ | ------------------------------------------------------------------------------ | ------------------------------------------------------------------------------ |
| 29-1-1992                                                                      | Atene                                                                          | Grecia under 21                                                                | 0 – 1                                                                          | Italia under 21                                                                | Amichevole                                                                     | -                                                                              | 75’                                                                            |
| Totale                                                                         |                                                                                | Presenze                                                                       | 1                                                                              |                                                                                | Reti                                                                           | 0                                                                              |                                                                                |

## Palmarès

### Giocatore

#### Club
- Campionato italiano Serie C2: 1

Pro Sesto: 2004-2005 (girone A)

#### Nazionale
- Campionato d'Europa Under-21: 1

1992